# 前島花音
前島 花音（まえじま かのん、1996年7月25日 - ）は、ニッポン放送コンテンツプランニング局アナウンス室に所属するアナウンサーである。愛称は、キャノン。

## 来歴
群馬県勢多郡新里村の出身で、2015年3月に群馬県立前橋女子高等学校を卒業し、4月に早稲田大学スポーツ科学部へ進学して平田竹男研究室で学ぶ。在学時は軟式野球のサークルでマネージャーを務め、学外のNewsPicksでパラスポーツの情報発信を担当した。卒後の進路は就職活動の中盤からアナウンサー職を目指した。
2019年3月に大学を卒業し、4月にニッポン放送子会社のミックスゾーンへアナウンサーとして入社してニッポン放送へ出向する。同期入社に熊谷実帆がいる。
2019年4月28日に、「ニッポン放送 THEラジオパーク in 日比谷」の最終ステージ「ありがとう!ラジオパーク!ニッポン放送番組祭り!」の終盤で、熊谷と共に聴取者らに初紹介される。
研修期間を経た開局記念日の7月15日に、『ニッポン放送開局65周年記念特別番組〜あなたとRock&Go!』の第4部「ニッポン放送ヒストリー〜2010年代編、そして未来へ〜」で18時台パートに、日比谷公園から生中継で初鳴きした。
『草野満代 夕暮れWONDER4』の「お天気WONDER4」でレギュラーとして初出演以後、中継リポートや番組アシスタントとして各番組に出演している。

## 人物
- 小学校1学年時、母親にクラシック・バレエ教室に入れられたが、前島自身に拒否意識があり教室で大の字で寝たところ、教室からレッスンを受講拒否された。母親はそれだけ活発的なら体力発散が出来る習い事として、空手教室に入門させた。以来、小中高の学生時代を通して嗜み、初段の有段者である。初鳴き含め各番組内でも自己紹介代わりで披露したことがあり[11][12][13][14]、過去に番組内で板割りに使用したヒノキの木板全てと引用先に列挙されている学生時代に着用した道着を、同局内の自身のロッカー内に所蔵している。大食漢で一時期は回転寿司を100貫近く食した。
- 中学生時代は『いきものがかり吉岡聖恵のオールナイトニッポン』のリスナーだった[15]。
- 学生時代は、アナウンサー職を志望しておらず、ITベンチャー企業からの採用内定を得ていた。しかし、憧れていたアナウンサー職に挑戦しないというジレンマについて突き詰めた結果、退路を断つため内定企業を断りを入れたうえでアナウンサー職の就職活動を行なった。ニッポン放送のイマジンスタジオで行われた最終面談で、1本のスタンドマイク前で自信を持って喋ったネタが面接官から反応が無く、自分の中で失敗したと思って沈み込み、同局の斜向かいに所在する日比谷公園内をずっと周回し続けた。数時間後に同局から採用連絡を受けて、アナウンサー職に就いたと語った[16]。結果的に、彷徨っていた日比谷公園で初鳴きした。
- 大学時代はキャンパスと自宅が所沢市内に所在していたため、西武ドームで埼玉西武ライオンズの公式戦のチケットもぎりのアルバイトをしていた。観客として球場にも足を運び、出囃子が好きという理由でエルネスト・メヒアのファンであると明かしている[17]。所沢キャンパスのサークルにも所属していたが、後に同じニッポン放送に入社する大学の一年先輩の小永井一歩に勧誘されて、アナウンス研究会にも所属していた[15]。
- 趣味はポケモン集めで、就職後の初任給で購入した物がポケモン図鑑で、黙々と図鑑を鑑賞する事がメインのポケモンファンであると自称している。前述の日比谷公園が『Pokémon GO』のジムに設定されていたことから、たびたび局の先輩に見掛けられた。ミル挽きコーヒーを嗜む事も興じており、番組内で披露した[18][19]。バーチャルシンガーにも関心が高くサブカルチャーに明るいことから、2022年7月に『ミューコミVR』で吉田尚記が務めるメインMC一翔剣を1か月間代行し、西井万理那から「か〜ちゃん」と名付けられた。
- 平日朝の『飯田浩司のOK! Cozy up!』で新行市佳がアンカーパーソンとなる際、または新行が休暇の際に代行を務めることがあり、『Cozy up!』の前時間帯に放送中の『上柳昌彦 あさぼらけ』を担当の上柳昌彦に「気合を入れるために背中を叩いてください!」とお願いをし、叩かれることが恒例の儀式となっている。
- 『伊集院光のタネ』で、イチ推しの動物という話題の際、カラカルに似ていると言われることが多いのでカラカルが推しですと発言した所、伊集院からカラカルに似て私は可愛いということね、と突っ込まれ、前島は似ていると言われることでカラカルに愛着を感じていたから（推した）、と自身を弁護した。
- 実家には家訓があり、「やらずに後悔するよりもやって後悔しろ」[15]というものや「舐められんなよ」から始まるものがあった。
- カラオケの18番は中森明菜の「ヨコハマA・KU・MA」

## 出演番組

### 現在
- ザ・ラジオショー（2020年9月7日 - ）※月・火曜 ラジオリビング商品紹介担当
- 垣花正 あなたとハッピー!
  - 新人アナウンサー行ってきまーす! リポーター（2019年10月7日 - 2020年3月26日、水・木曜担当）
  - 前島花音のあなたにハッピー届けたい（2023年10月2日 - 月曜～木曜）
- 伊集院光のタネ（2023年10月 - ） - パートナー ※不定期

### 過去
- 飯田浩司のOK! Cozy up!（2019年9月13日、10月28日[20]、2020年3月4日） - 代理アシスタント
- 草野満代 夕暮れWONDER4（2019年9月2日 - 2020年3月24日） - 月、火曜担当 ※お天気WONDER4
- 大橋未歩 金曜ブラボー（2020年4月3日 - 9月4日） - アシスタント
- 土田晃之 日曜のへそ（2019年11月3日 - 2022年4月3日） - アシスタント、「○○なぞなぞ」出題担当の「かのんお姉さん」
- ニッポン放送ショウアップナイター（2020年6月25日 - 11月5日） - スタジオ担当 ※木曜
- ショウアップナイターハイライト
- 祝賀御列の儀 実況生中継（2019年11月10日） - 桜田門地点 リポーター
- ラジオ・チャリティー・ミュージックソン（2019年12月24日） - 東京タワー募金ステージ 進行担当
- 柳家花緑 笑ってサヨナラ2019!プレイバック落語（2019年12月30日） - アシスタント
- ニッポン放送新春スペシャル スポーツイヤー START UP 2020（2020年1月1日） - スタジオ受け、ニュース担当
- 東京マラソン2020（2020年3月1日）※総合結果アナウンス担当[21]
- 中山秀征の有楽町で振り返りまSHOW 2020（2020年12月29日） - アシスタント
- 前島花音のサウンドコレクション（2020年3月27日、2021年7月20日・30日） - パーソナリティ ※NRN系列局向け裏送り
- 前島花音 令和ソング 5つのキーワード！（2023年1月2日 11:00-12:30）
- 母と娘のオールナイトニッポン MUSIC10（2020年7月13日） - パーソナリティ ※ネット局向け裏送り
- 有楽町930ステーション（2020年3月27日 - 7月3日） - パーソナリティ ※金曜
- 倉科カナのかなラジ! feat. 〜映画「女たち」〜（2021年1月3日 - 3月28日） - アシスタント
- 星野源のオールナイトニッポン（2021年5月11日） -  星野ブロードウェイ・クミコ役
- ミュージック・パーティー（2020年8月3日 - 2021年9月30日） - パーソナリティ
- ザ・ラジオショー（2020年9月7日 - 2023年9月27日）※水曜 ラジオリビング商品紹介担当
- ショウアップナイタープレイボール（2021年、2022年〈月曜〉、2020年〈木曜〉）
- 辛坊治郎 ズーム そこまで言うか！（2023年9月13日）- 代演
- うどうのらじお
  - 「街かどステーション 噂を求めてどこまでも!」リポーター （2022年4月1日 - 2023年9月29日）
  - 代理アシスタント （2022年2月25日[22]、2023年11月10日[23]）
- つるぎみゆきエンタメパレード（2020年11月13日 - 2021年10月18日） - アシスタント
- ミューコミVR（代理パーソナリティ）
- 吉田尚記のFUKABOLIX（同上）
- ANIMEコンシェルジュ（同上）
- 以下定時ニュース、天気予報、交通情報担当（2019年11月3日 - 2021年3月27日）
  - 土田晃之 日曜のへそ
  - 日曜競馬ニッポン
  - 三宅裕司のサンデーヒットパラダイス
  - 笑福亭鶴瓶 日曜日のそれ
- 鶴光の噂のゴールデンリクエスト（2020年11月10日 - 2021年3月18日、2021年9月28日 - 2022年3月25日、9月28日 - 2023年3月31日、10月6日 - 2024年3月22日） - 「伏字ニュース」読み上げ担当

## その他

### CM
- 大國魂神社
- ノジマ
- ネスレ日本
- サンディスク
- アパホテル